# Kultura s moravskou malovanou keramikou

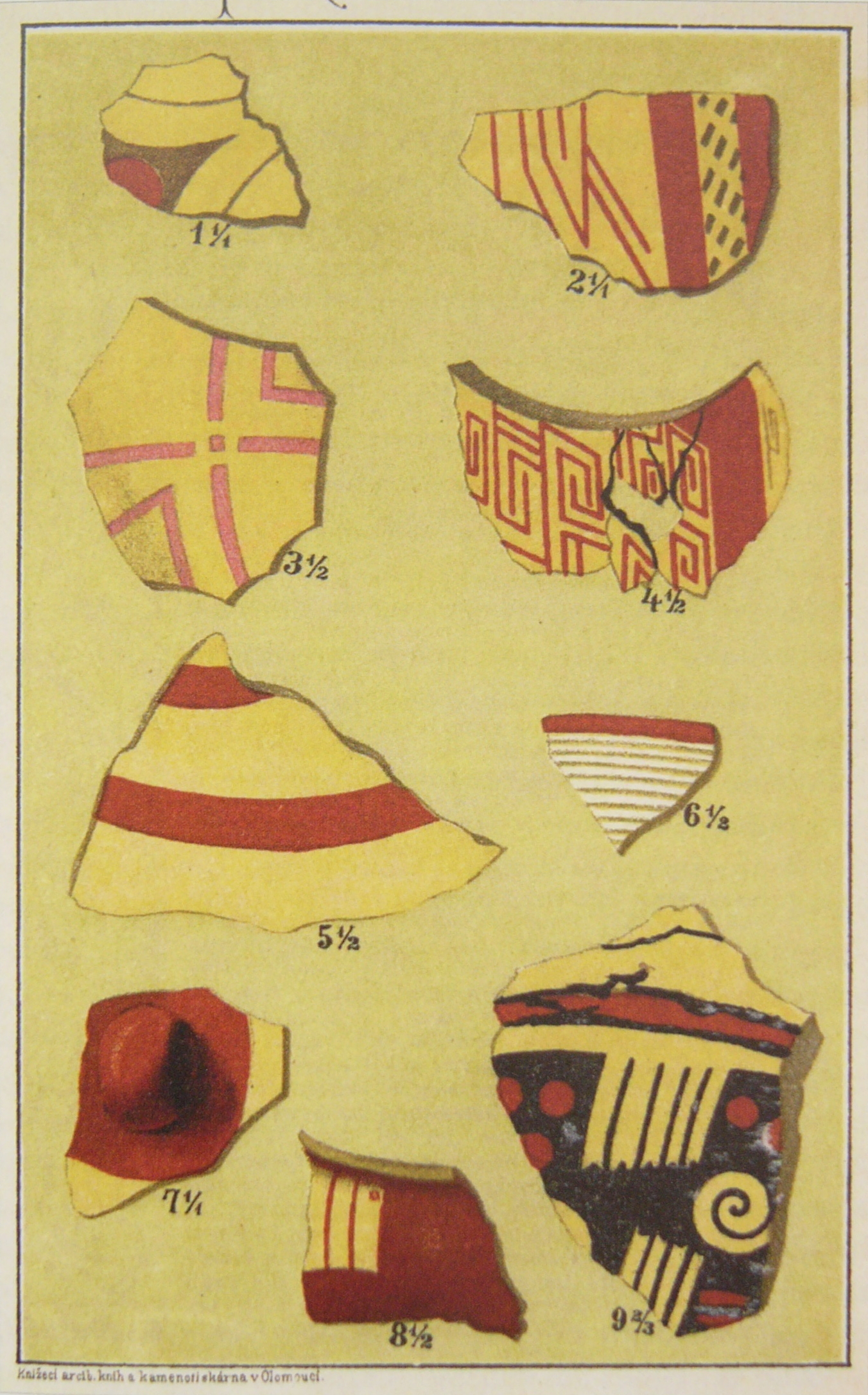
moravská malovaná keramika z lokality Znojmo-Novosady. Obrázek z díla: Palliardi, J. (1897) Die neolitischen Ansiedelungen mit bemalter Keramik in Mähren und in Niederösterreich. - Mittheilungen d. Praehistorschen Commission d. keiserlichen Akademie d. Wissenscheften in Wien, I Band, Nro. 4, 237-264.

Kultura s moravskou malovanou keramikou (zkratka: MMK) je označení pro pravěkou neolitickou a eneolitickou kulturu rozšířenou ve střední Evropě v 5. a 4. tisíciletí př. n. l., nazvanou podle charakteristické výzdoby nádob malováním. Vychází z lengyelského kulturního okruhu. Byla rozšířena hlavně na Moravě, ale i v Rakousku, Slezsku a Čechách.
První ji rozpoznal v roce 1888 archeolog Jaroslav Palliardi na sídlišti Znojmo-Novosady.

## Keramika
K výzdobě povrchu keramiky se používala hlavně červená a žlutá barva, aplikována na povrch po výpalu. Objevuje se také černá a bílá barva. Toto barvivo mělo minerální původ /např. hematit, saze, vápenec/. Objevuje se i rytá výzdoba - hlavně ve fázi Ia.

## Zajímavé nálezy

### Sošky
Jedním z výrazných rysů této kultury jsou nálezy velkého množství ženských figurek, tzv. Venuší, a také nálezy figurek zvířat. Schématizované figurky byly vyrobené z pálené hlíny. Sloužily nejspíše k výzdobě svatyní a jako zástupná oběť.

### Rondely
Rondely jsou kruhové stavby, jejichž stavba pokračuje z doby kultury s vypíchanou keramikou. První byl, v šedesátých letech, zcela prozkoumán rondel lidu s moravskou malovanou keramikou na lokalitě Těšetice-Kyjovice.

## Relativní chronologie
Hlavní dělení je na dva stupně, které jsou dále rozlišeny na fáze a subfáze.
- starší stupeň (stupeň I)-
  - mladší neolit
  - keramika s vícebarevnou malbou
  - osídlení hlavně na jižní a jihovýchodní Moravě a v přilehlém Rakousku
- mladší stupeň(stupeň II) -
  - eneolit
  - keramika s jednobarevnou malbou - červenou nebo bílou, keramika bez malby
  - jižní, jihovýchodní a střední Morava, Slezsko, Čechy a horní Podunají

### Periodizace
podle Vladimíra Podborského, P. Koštuříka, E. Kazdové, I. Rakovského

- stupeň I
  - fáze Ia
    - lokality:
      - Znojemsko: Boskovštejn-Výhon, Křepice, Střelice-Bukovina, Těšetice-Kyjovice aj.
      - Brněnsko: Neslovice, Oslavany-Luže, Popůvky, Prštice aj.
      - Bučovice, Kobeřice, Archlebov

    - sídliště: rovinná, bez opevnění

- -     - subfáze Ia1
    - subfáze Ia2
    - subfáze Ia3

  - fáze Ib
    - subfáze Ib1
    - subfáze Ib2
    - subfáze Ib3

  - fáze Ic
- stupeň II
  - fáze IIa
    - subfáze IIa1
    - subfáze IIa2
    - subfáze IIa3
    - subfáze IIa4

  - fáze IIb